# 볼티모어 스타즈
| 필라델피아 스타즈 볼티모어 스타즈 |                                                            |
| 콘퍼런스                          | 동부 콘퍼런스                                              |
| 디비전                            | 애틀랜틱 디비전 (1983년~1984년) 이스턴 디비전 (1985년)     |
| 설립연도                          | 1983년                                                     |
| 해체연도                          | 1985년                                                     |
| 역사                              | 필라델피아 스타즈 (1983년~1984년) 볼티모어 스타즈 (1985년) |
| 경기장                            | 베테랑스 스타디움 프랭클린 필드 버드 스타디움              |
| 연고지                            | 펜실베이니아주 필라델피아 메릴랜드주 볼티모어              |
| 상징색                            | 크림슨, 올드 골드, 하양                                    |
| 구단주                            | 밀레스 타넨바움                                            |
| 감독                              | 짐 모라 (마지막 감독)                                      |
| 리그 우승                         | 2 (1984, 1985)                                             |
| 콘퍼런스 우승                     | 3 (1983, 1984, 1985)                                       |
| 디비전 우승                       | -                                                          |

필라델피아 스타즈/볼티모어 스타즈(Philadelphia Stars/Baltimore Stars)는 1983년부터 1985년까지 펜실베이니아주 필라델피아/메릴랜드주 볼티모어를 연고지로 하는 USFL의 동부 콘퍼런스 이스턴 디비전 소속 미식 축구팀이다.

## 역대 홈경기장
| 경기장                            | 사용기간      | 수용인원 | 장소                      | 비고 |
| --------------------------------- | ------------- | -------- | ------------------------- | ---- |
| 필라델피아 스타즈/볼티모어 스타즈 |               |          |                           |      |
| 베테랑스 스타디움                 | 1983년~1984년 | 65,352명 | 펜실베이니아주 필라델피아 | 빈칸 |
| 프랭클린 필드                     | 1984년        | 60,546명 | 펜실베이니아주 필라델피아 | 빈칸 |
| 버드 스타디움                     | 1985년        | 45,000명 | 메릴랜드주 볼티모어       | 빈칸 |